# كريم منصور
كريم منصور سوادي (1962-) مغن عراقي، ولد في مدينة البصرة العراقية في محلة (المعقل) غير متزوج الى الان.

## حياته
ترعرع وامضى سن يفاعته في البصرة ثم انتقل إلى ميسان في بداية السبعينات واكمل دراسته هناك، عين معلماً في أقاصي الاهوار، انتقل بعد ذلك إلى بغداد ودرس الفنون فحصل على شهادة البكالوريوس من كلية الفنون الجميلة.
قبل في الإذاعة مطرباً في نهاية الثمانينات واجازه الفنان طالب القرغولي، اكتشفه الملحن كاظم افندي من خلال النشاطات المدرسية ثم قدمه في باكورة أعماله ( بس تعالوا ). كان كريم خطاطاً وأخاه عبد العزيز رسامًا، هجر أخوه ريشة الرسم لانشغاله بالتدريس وهجر كريم ريشة الخط ليمسك بريشة العود.

## أعماله
من أشهر أغانيه:
- بس تعالو

- تسأليني على حالي
- تعبنا
- انا محترك (موال)
- اني اريدج
- انتهيت (موال)
- الي يحبنه اندلله
- المشاعر
- جاي من تالي وكت
- جربت مره
- رجلي على رجلك
- شبعد الروح
- شتا
- شعر غابه
- شفت بلبل
- شكرا على الايام
- شمتانيه
- ع الليل سهرنا
- عشرتي وياك مره
- فيروز
- قصه بحياتي
- كلها تنام
- كلهم جربتهم
- لتحاول ثاني
- لو امشي السنة
- مادام جنحك تعب
- مادام عمرك راح
- نريد نرتاح
- ها يروحي
- هيه الدنيا تدور (موال)
- ياخوي (موال)
- ياطير
- ياعين
- سألت الناس